# Mariner 10
Mariner 10 var den sidste rumsonde i NASAs Mariner program (Mariner 11 og 12 blev omdøbt til Voyager 1 og 2). Mariner 10 blev opsendt fra Cape Canaveral den 3. november 1973. Mariner 10s endelige mål var planeten Merkur, men den passerede også Venus på vejen i en afstand af 5.800 km den 5. februar 1974. Den tog som den første sonde optiske billeder af Venus der dog ikke viste andet end et skydække.
Den 29. marts 1974 passerede Mariner 10 Merkur første gang i en afstand af 703 km. Den passerede Merkur to gange yderligere, den 21. september 1974 i en afstand af 48.069 km og den 16. marts 1975 i en afstand af 327 km. Den målte planetens overfladetemperatur og magnetfelt og fotograferede 45 % af overfladen. Desværre var det den samme side af Merkur, der vendte mod Solen ved alle tre passager. Først 33 år efter blev Merkur besøgt igen; det drejede sig om MESSENGER der fotograferede Merkur på andre tidspunkter af merkurdøgnet. Til dato er 95 % af Merkur fotograferet, med svingende kvalitet.